# Berri (Australien)
Berri ist eine Kleinstadt am Murray River in der Region Riverland des australischen Bundesstaates South Australia. Der Name soll in einer Aboriginessprache Weite Biegung des Flusses bedeuten.

## Geschichte
Die ersten Europäer erreichten die Gegend des späteren Berri im Jahre 1830 mit der Expedition von Charles Sturt. Viele Jahre lang war das Gebiet unerschlossener Bestandteil einer Farm. Erst als im Jahre 1910 das Wasser des Murray River zur Bewässerung genutzt werden konnte, war eine weitere Entwicklung möglich. Die offizielle Stadtgründung erfolgte am 9. Februar 1911. Den im Zuge der Bewässerung eingerichteten Plantagen folgten bald Betriebe, die die landwirtschaftlichen Produkte verarbeiteten. Im Jahr 1943 wurden erstmals Fruchtsäfte unter der bis heute in Australien verbreiteten Handelsmarke Berri Juice vertrieben.
Berri war unter anderem einer der Austragungsorte beim Cricket World Cup 1992.

## Klima
Klimadaten werden von offizieller Seite in Berri seit 1965 nicht mehr gemessen. Es sind jedoch ähnliche Werte wie im 12 km entfernten Renmark zu erwarten: Die Temperaturen erreichen ihr Maximum im Januar mit 16 °C bis 34 °C und ihr Minimum im Juli mit 4 °C bis 17 °C (jeweils mittlere Minima und Maxima). Der jährliche Niederschlag liegt bei nur 223 mm.

## Verkehr
Die Lage am Murray River war entscheidend für die Gründung von Berri, da zu Beginn des 20. Jahrhunderts Bedarf für die Versorgung der dort verkehrenden Flussdampfer bestand. Durch die unzuverlässigen Wasserstände wurde die kommerzielle Schifffahrt jedoch weitgehend von landgebundenem Transport verdrängt und ist nur noch in der Form von Ausflugsbooten vertreten.
Der Anschluss an das Eisenbahnnetz wurde im Jahr 1928 vollzogen. Die nächste Bahnstrecke endet heute jedoch im ca. 21 km südlich gelegenen Ort Loxton (nur Fracht). Fernbusse verbinden Berri allerdings u. a. mit Adelaide und Sydney.
Berri liegt unweit des Sturt Highway, der von Gawler nach Wagga Wagga führt und damit Teil der Fernverkehrsverbindung zwischen Adelaide und Sydney ist.